# Port'Alba
La Port'Alba est le vestige d'une des portes de ville de Naples, en Italie. Elle est située au nord-ouest de la Piazza Dante, au nord de la colonnade de Luigi Vanvitelli, qui masque le bastion dans lequel la porte a été creusée. La porte mène de la place à une ruelle piétonne, la Via d'Alba. Le passage mène finalement à la Piazza Bellini.

## Histoire
La porte a été tardivement ajoutée aux entrées de Naples et ne fut ouverte qu'en 1625 par Antonio Alvárez de Tolède, duc d'Albe, vice-roi espagnol de Naples. Elle était auparavant connue sous le nom de Porta Sciuscelle en raison d'une légumineuse qui poussait à l'extérieur des portes.